# Могенс Люккетофт
Могенс Люккетофт (дан. Mogens Lykketoft; нар. 9 січня 1946, Копенгаген) — данський політик з Соціал-демократичної партії.

## Життєпис
Його батько був арт-дилером, а мати — журналісткою. У 1971 році він закінчив політологічний факультет Копенгагенського університету. З 1966 року він працював у науково-дослідному інституті Arbejderbevægelsens Erhvervsråd, пов'язаному з профспілками.
Під час навчання він почав політичну діяльність. У 1981 році він вперше отримав мандата члена Фолькетінгу. З 20 січня 1981 по 10 вересня 1982 він обіймав посаду міністра з питань податків в уряді Анкера Йоргенсена.
З 25 січня 1993 по 21 грудня 2000 він працював міністром фінансів, а до 27 листопада 2001 був міністром закордонних справ в уряді Поуля Нюрупа Расмуссена. У 2002 році він очолив соціал-демократів, але пішов у відставку з посади навесні 2005 року, після поразки партії на парламентських виборах. У тому ж році він став представником партії у закордонних справах.
Після виборів у 2011 році він став головою парламенту Данії.
15 червня 2015 року обраний Головою Генеральної Асамблеї ООН 70-ї сесії на 1 рік. 15 вересня приступив до головування.